# 群発地震

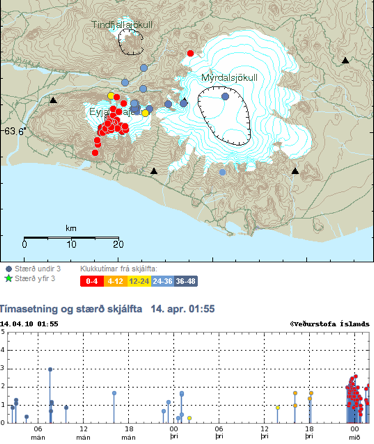
2010年、アイスランドで発生した群発地震の震源を載せた地図

群発地震（ぐんぱつじしん、英: earthquake swarm）とは、地震活動の一種。比較的狭い震源域において断続的に地震が多発するもので、最大震と余震の関係が余震に関する大森公式（改良大森公式）に従った減衰の経過を辿らない。

## 概要
主に火山活動・プレートの移動（マグマの移動）が発生の要因である。噴火の直前は相当数の地震が起きる例が観測されている。群発地震に関しては、特に「本震」・「余震」といった区別はされず、顕著な被害を伴った場合は気象庁が命名を行うことがある。
無感地震が多発するのみの場合もあれば、震度5や6クラスが立て続けに発生する場合もある。また、短期間で断続的に地震が発生し続けるため、船酔いのような感覚（地震酔い）や寝不足などになる人もおり、さらに強い揺れによる被害の増加などによって日常生活に多大な影響を及ぼす時もある。ノイローゼにかかる人もいる。一方、震源地周辺住民にとっては地震が日常茶飯事となり、地震の少ない地域の住民に比べ、発生時の行動は落ち着いているとも言える。
東北地方太平洋沖地震（東日本大震災）や熊本地震などのように、規模が大きな地震が発生した後に多数発生する余震は群発地震とは呼ばない。

### 原因
火山周辺での群発地震は、マグマの貫入（有珠山、普賢岳）や地下水の湧出（松代群発地震）で噴火活動にまで至る場合も有るが、一過性の活動で終息する場合もある。但し、火山直下の微小地震活動は、火山性微動であり群発地震として扱わない。
巨大地震による誘発地震として、クーロン応力の変化が影響する事が報告されている。人間の経済活動が影響する事もあり、ダムの貯水、シェールガス採掘に伴う群発地震も報告されている。

### 群発地震と前震
時に、大地震には明瞭な前震活動が観測され、群発地震が大地震の前震になることがある（東北地方太平洋沖地震の前に発生していた三陸沖地震、令和6年能登半島地震の前に発生していた能登群発地震など）。しかし、本震の発生後にそれが前震であったことが判明するものであり、ある地域に群発地震の様相を呈する一連の地震活動が始まったとき、それが前震であるのか、群発地震で済んでしまうかは活動が終息するまで判らない。

## 日本の群発地震

### 発生しやすい地域
- 北海道
  - 道東の火山列に沿う地域[12]
  - 道南[12]
- 中日本
  - 石川県能登地方（能登半島）
  - 長野県松代
  - 焼岳周辺
  - 乗鞍岳周辺
  - 箱根、伊豆半島、伊豆諸島（伊豆大島、式根島、三宅島など）周辺
- 南西諸島
  - トカラ列島

### 過去に発生した群発地震
日本で記録に残る代表的な群発地震としては、下記の例が挙げられる。
- 1938年5月から - 福島県東方沖[13]

- 1965年から1970年 - 長野県松代

- 1975年から1976年 - 宮崎県霧島山周辺[14]
- 1978年10月下旬から1980年末 - 北海道函館 - 震源域は函館山すぐ南沖と湯の川温泉沖[15]。

- 1992年 - 西表島周辺[16]
- 1998年 - 岐阜県飛騨地方[17]
- 2017年 - 鹿児島湾 - 鹿児島市喜入町で震度5強[18]。
- 2020年4月から - 長野県中部・岐阜県飛騨地方
- 2020年12月頃から - 石川県能登地方（能登半島） - 現時点で最大規模の地震は2024年1月1日16時10分に発生したM7.6、最大震度7の地震（令和6年能登半島地震）。能登半島の地下に存在する水などの何らかの流体が関連しているものと見られている。

#### 伊豆の群発地震
箱根、伊豆半島から伊豆諸島（伊豆大島、式根島、三宅島など）周辺では、以下のように1800年代からの発生記録が残っている。近代的な観測網が整備された以降でも1978年以来、20数年間にわたって30回以上の群発地震活動が数えられており、顕著な被害を伴った群発地震も発生している。
- 1816年から1817年
- 1868年（または1870年）
- 1930年
- 1978年6月から - 伊東沖群発地震
- 1993年1月から - 伊豆半島東方沖[20]
- 1993年5月から - 伊豆半島東方沖、179回、最大規模M4.8
- 1995年9月から - 伊豆半島東方沖、150回以上、最大規模M5.0[21]
- 1997年3月から - 伊豆半島東方沖、450回以上、最大規模M5.9
- 1998年4月から - 伊豆半島東方沖、200回以上、最大規模M5.9
- 2000年 - 伊豆諸島北部[22]

- 2006年4月から - 伊豆半島東方沖、50回以上、最大規模M5.8

- 2009年12月から - 伊豆半島東方沖、250回以上、最大規模M5.1[23]
- 2013年4月 - 三宅島近海

- 2021年4月 - 10回以上、最大規模M4.3

#### 焼岳周辺の群発地震
焼岳周辺でもたびたび群発地震や深部低周波地震が観測されている。
- 1968年[24]
- 1990年[25]
- 1998年[26]
- 2011年[27]
- 2014年

#### トカラ列島の群発地震
トカラ列島でも群発地震が起きやすく、過去に何度も起こっている。
- 1968年6月 - 60回以上
- 1972年6月から7月 - 20回以上
- 1975年9月 - 40回以上、最大規模M5.1
- 1981年3月 - 110回以上、最大規模M5.4が2回
- 2000年10月 - 40回以上、最大規模M5.9
- 2016年4月 - 11回、最大規模M4.2
- 2016年7月 - 13回、最大規模M4.3
- 2016年12月 - 55回、最大規模M4.2
- 2017年4月 - 11回、最大規模M3.4
- 2018年4月 - 19回、最大規模M3.6
- 2020年8月 - 8回、最大規模M3.6
- 2021年4月 - 265回、最大規模M5.2が2回
- 2021年12月 - 308回、最大規模M6.1

- 2023年9月 - 346回、最大規模M5.3
- 2025年6月から7月 - 1000回以上、最大規模M5.6